# Margaret Todd
Margaret Todd, Małgorzata Kondas (ur. 19 marca 1940 w Warszawie) – polska pisarka fantastyki naukowej. 

## Życiorys
Skończyła studia na Wydziale Ogrodniczym Szkoły Głównej Gospodarstwa Wiejskiego w Warszawie. Debiutowała w 1979 pod nazwiskiem Małgorzata Kondas opowiadaniem zatytułowanym Magia i Komputer w „Przekroju”. Liczne jej opowiadania ukazywały się w popularnych wówczas magazynach, takich jak m.in. „Kobieta i Życie”, „Młody Technik”, „Przegląd Techniczny”, „Fantastyka“ i innych oraz w antologiach opowiadań science fiction. Później, podczas pobytu w Wielkiej Brytanii, jej opowiadania zamieszczał również brytyjski kwartalnik literacki „New Fiction”. W 1986 ukazały się pierwsze książki: zbiór opowiadań w serii Stało się jutro pt. Spór o czarownice nakładem Naszej Księgarni oraz powieść sensacyjna Kocham ryzyko nakładem KAW. Ta ostatnia pozycja ukazała się również w niemieckim przekładzie. Od 1991 jej utwory ukazują się pod nazwiskiem Margaret Todd.
Laureatka Nagrody im. Witolda Hulewicza za rok 2020.

## Wydane książki
- 1986: Spór o czarownice
- 1986: Kocham ryzyko[2]
- 1991: Krawędzie czasu[3]
- 2001: Rok 2038[4]
- 2002: Utwory sceniczne[5]
- 2002: Ostatnia romantyczna przygoda[6]
- 2005: Mój pierwszy milion[7]
- 2008: Numerator[8]